# Moon (album Gackta)
MOON – trzeci album studyjny japońskiego artysty Gackta, wydany 19 czerwca 2002. Album osiągnął 2 pozycję w rankingu Oricon i pozostał na listach przebojów przez 10 tygodni. Sprzedano 282 677 egzemplarzy.

## Lista utworów
Wszystkie utwory zostały skomponowane i napisane przez Gackt C.
| Nr  | Tytuł                       | Aranżacja           | Czas |
| --- | --------------------------- | ------------------- | ---- |
| 1.  | "Noah"                      | Gackt.C, chachamaru | 2:14 |
| 2.  | "Lu:na"                     | Gackt.C, chachamaru | 3:24 |
| 3.  | "wa・su・re・na・i・ka・ra" | Gackt.C, chachamaru | 5:11 |
| 4.  | "Soleil"                    | Gackt.C, chachamaru | 3:42 |
| 5.  | "Speed Master"              | Gackt.C, chachamaru | 3:41 |
| 6.  | "Fragrance"                 | Gackt.C, chachamaru | 4:36 |
| 7.  | "death wish"                | Gackt.C, chachamaru | 5:53 |
| 8.  | "Doomsday"                  | Gackt.C, chachamaru | 4:34 |
| 9.  | "Missing"                   | Gackt.C, chachamaru | 4:30 |
| 10. | "rain"                      | Gackt.C, chachamaru | 5:58 |
| 11. | "ANOTHER WORLD"             | Gackt.C, chachamaru | 3:07 |
| 12. | "memories"                  | Gackt.C, chachamaru | 6:42 |

## Album credits
| - Wokal, fortepian: Gackt - Gitara, skrzypce: You - Gitara: Yukihiro “chachamaru” Fujimura - Gitara: Masa - Efekty, gitara: Nao Kimura - Gitara basowa: Ren - Perkusja: Toshiyuki Sugino - Perkusja: Ryūichi Nishida - Gitara basowa: Crazy Cool Joe - Gitara basowa: Kōichi Terasawa - Gitara basowa: Yoshihito Onda - Gitara basowa: Kota Igarashi - Skrzypce: Gen Ittetsu - Keyboard & Orchestra arrangement: Shusei Tsukamoto | - Producent: Gackt - Współproducent: Yukihiro “chachamaru” Fujimura - Producent wykonawczy: Masami Kudo (Nippon Crown), You Harada (Museum Museum) - Recorded & Mixed & Pro Tools Edited: Motonari Matsumoto - Asystent Inżyniera: Yoshitaka Ishigaki (Burnish), Michinori Sato (Burnish), Takanobu Suhiyama (Burnish), Chie Miyasaka (Burnish), Tadashi Yamaguchi (Studio Jive), Shinichi Tokumo (Sound Atelier), Teruaki Ise (Wonder station) - Koordynator nagrywania: Maki Iida, Yoshihito Umeki (Burnish) - Inżynier masteringu: Yoichi Aikawa (Rolling Sound Mastering Stuio) - Zarządzanie: Museum Museum - Kierownictwo artystyczne, projekt, Gun Coordinator: Jun Misaki - Fotograf: Kenji Tsukagoshi |